# Ghazala
Ghazala (en arabe : غزالة, Ghazala), dite « al-Haririyya » ou « al-Haruriyya », morte en 696 à Koufa, est l'épouse de Shabib ibn Yazid al-Shaybani, chef de la rébellion kharidjite de 695. Ghazala dirige la prière dans la grande mosquée de Koufa, après la prise de la ville. Elle est regardée a posteriori comme l'une des premières imames avec Oumm Waraka, compagnonne de Mahomet.

## Éléments biographiques
Les informations sur Ghazala ne viennent que des sources sunnites, qui contiennent des éléments anti-kharidjites car considérés comme hérétiques. Les propos sur Ghazala sont parfois contradictoires d'un ouvrage à un autre, mais Ghazala est admirée pour son courage et ses talents à cheval, ainsi que son ascétisme et sa piété,.
Selon les sunnites, les kharidjites ont une vision égalitaire de la chefferie : une personne peut être cheffe ou imame tant qu'elle est pieuse et juste, peu importe son origine sociale, tribale ou son genre. Selon ces mêmes sources, le djihad était un pilier de l'islam pour les hommes et les femmes, qui allaient à la bataille comme certaines femmes du temps de Mahomet.

### Relation avec Shabib ibn Yazid
L'historien Khalifa ibn Khayyat (mort en 854) rapporte que Ghazala entre à Koufa avec Shabib ibn Yazid, mais ne précise pas leur relation. C'est l'historien abbasside irakien al-Jahiz (m. 868), qui indique que Ghazala était mariée à Salih ibn Musarrih, commandant kharidjite ; lorsque Shabib lui succède, ce dernier aurait « hérité » de Ghazala. Il pourrait d'agir d'une pratique pré-islamique  d'attribuer des femmes par héritage, ce qui est condamné par le Coran (IV, 19).
L'acharite Ibn Tahir al-Baghdadi (m. 1037) affirme pour sa part que Salih a permis l'imamat à une femme anonyme, qui participait aux batailles. Après ces précisions, al-Baghdadi indique que Ghazala était la mère et Jahziya l'épouse de Shabib.

### Prière dans la grande mosquée de Koufa
Selon Ibn Khayyat, Ghazala est montée sur le minbar et a récité le wird, une prière privée surérogatoire qui se concentre sur la récitation du Coran, à la suite d'un vœu fait.
Dans sa Chronique, le lettré musulman Tabari (m. 923) raconte que Ghazala avait fait le vœu de réciter deux unités de prières dans la grande mosquée de Koufa, si son mari parvenait à conquérir la ville aux Omeyyades. Il réussit, et Ghazala dirigea la prière et récita les sourates de La Vache et La Famille d'Imrân, les plus longues du Coran. Cette prière permet aux kharidjites d'affirmer leur contrôle spirituel, et la récitation de ces deux sourates en particulier montre la mémorisation du Coran par Ghazala, un trait associé au chef idéal dans l'islam. 
Selon Ibn A'tham al-Kufi (m. début du IXe siècle) toutefois, c'est Shabib qui récite les deux sourates, mettant sa mère al-Jahizah et son épouse Ghazala sur le minbar. Al-Baghdadi rapporte un événement similaire, mais toujours en inversant le lien des deux femmes avec Shabib. 
Al-Masudi (m. 956), qui salue le courage et les compétences guerrières de Ghazala, donne comme détails que, lorsqu'elle récitait le Coran, soixante-dix hommes entrèrent dans la mosquée pour une prière spontanée (ghada), où un imam n'est pas obligatoire.

### Mort
Le gouverneur de Koufa, al-Hajjaj ben Yusef, envoie des troupes dans cette ville pour la contrôler de nouveau ; Ghazala est tuée durant l'attaque. Le cavalier assassin ramène sa tête à al-Hajjaj comme trophée de guerre, mais Shabib ibn Yazid l'arrête en chemin. Reconnaissant la tête de son épouse, le général ordonne à un kharidjite nommé Alwan de tuer le cavalier, puis Shabib enterre la tête de Ghazala en disant : « Elle est plus proche de vous tous dans la miséricorde ». Khalid ibn Attab l'aurait assassinée, Tabari affirme qu'il s'agit plutôt de Farwah ibn al-Daffan al-Kalbi.

## Perception de son imamat

### Prétendante illégitime
L'hérésiologue koufite Al-Malati (m. 987) ne mentionne pas de récitation de sourates, mais rapporte que l'épouse de Shabib est montée au minbar et qu'elle fit un sermon dans lequel elle maudit al-Hajjaj et ses gens. Le fait que Ghazala monte au minbar est important car la chaire est un lieu d'autorité religieuse et politique. L'historicité de cet événement est contestable, Koufa était connue pour ses juristes-théologiens n'aimant pas les femmes dans les mosquées, et al-Malati a plusieurs fois inventé des pratiques aux kharidjites qui pouvaient être jugées hérétiques ou extrêmes pour les sunnites.
Selon al-Baghdadi, après la mort de son « fils » Shabib, Ghazala est élevée à l'imamat par les kharidjites, car le général avait installé sa « mère » au minbar, duquel elle avait fait un sermon. Al-Baghdadi cherche à lier l'histoire de Shabib et sa « mère » avec la bataille du Chameau et le rôle de cheffe tenu par Aïcha, fille d'Abou-Bakr, durant celle-ci. Il accuse les kharidjites de double standard, car ils accusaient Aïcha d'hérésie de ne pas rester dans sa maison (conformément à l'injonction coranique [XIII, 32-33]), alors qu'eux-même élevaient une femme à leur commandement et qu'elles combattaient dans leurs rangs. Dans le contexte où écrit al-Baghdadi, l'imamat des femmes, c'est-à-dire leur permettre un rôle politique et militaire, est une hérésie, quelque chose allant contre la Sunna de Mahomet. Al-Baghdadi dédouane Aïcha de toute responsabilité en disant qu'elle allait pour négocier avec Ali ibn Abi Talib, et que ceux qui l'accompagnaient choisirent de combattre sans sa permission.

### Icône féministe auXXIesiècle
Au XXIe siècle, Ghazala est un considérée comme exemple de femme imame ayant guidé une prière mixte, la prière ghada des soixante-dix hommes pourrait être la même que la sienne.